# ハーモニースクエア
ハーモニースクエアは、東京都中野区本町の中野坂上交差点の一角（南東角）にある高層ビルを中心とする四棟の建物からなる複合施設の総称。地元再開発で生まれたビルである。

## 概要
計画地は中野坂上交差点に位置し、環状6号線（山手通り）と放射6号線（青梅街道）に面するが、低層木造建物が密集するとともに、老朽化した工場の立地や暫定的な駐車場利用がなされていた地区だった。そうした中、1986年4月に中野坂上地区約7.6haが「中野坂上地区整備基本計画」として中野区から提案され、翌年、地区及び地区周辺は「中野区まちづくり推進計画」において拠点整備を行う地区の一つとして位置づけられた。
再開発組合認可申請時には、西側の中野坂上二丁目地区において住宅・都市整備公団（現：都市再生機構 UR）による第一種市街地再開発事業（中野坂上サンブライトビル、サンブライトアネックス、中野坂上セントラルビル、レジデンス中野坂上）が事業認可済、北側の中野坂上中央二丁目地区でも既に市街地再開発組合による第一種市街地再開発事業（アクロスシティ中野坂上)の都市計画決定がなされている状況にあり、3地区が良好な都市環境づくりを目指し歩調を合せ計画的・一体的なまちづくりに取り組んだ。

### 愛称
公募され、1733作品の中から新宿副都心の高層ビルとも調和した街づくりを目指すなどの意味が込められた「ハーモニースクエア」に決まっている。

## 各施設
敷地南側に地域住民の憩いの場、様々なイベント活動の場として活用できる一体的な広場を設け、歩道と一体化したゆとりある緑の歩行者空間を形成する歩道上空地も設置した。

### ハーモニータワー
地区のランドマークになるよう、シンボリックな建物とし、幹線道路と周辺住宅地の緩衝帯となるよう環状6号線沿いに配置するとともに、日照障害・風害・圧迫感等を避けるため、建物軸を南北に対して約45度振って立地している。
地下1階から地上2階に商業施設が入り、3階から28階がオフィスフロアとなる。また収容人員約180人のハーモニーホールを併設している。

### ハーモニーハイツ・ハーモニーテラス
居住環境を配慮し敷地南側の区道に面して、住宅棟のハーモニーハイツを配置。住宅の高層化による周辺住宅地への圧迫感等を軽減するため、住宅の一部を別棟化し敷地北側にハーモニーテラスを配置した。

### ハーモニーウィング
地下1階から地上2階に商業施設が入り、3階から6階がオフィスフロアとなる。

## アクセス
- 地下鉄丸ノ内線、都営大江戸線、中野坂上駅徒歩1分程度（駅とは地下連絡通路を介してつながっている）

## ギャラリー

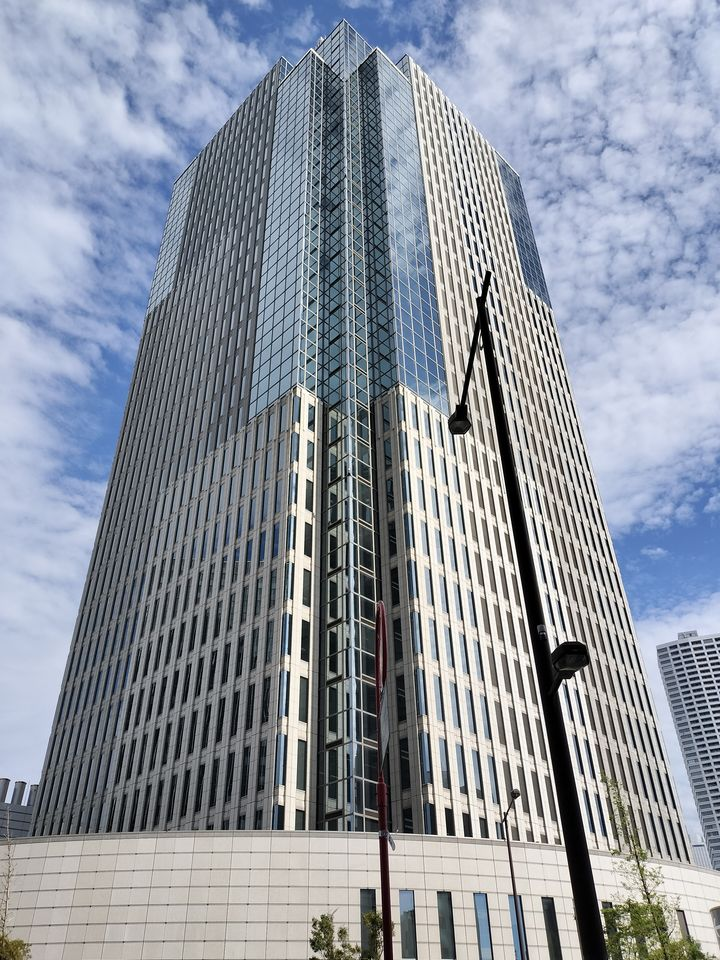
西側。壁面の意匠が対称になっている。
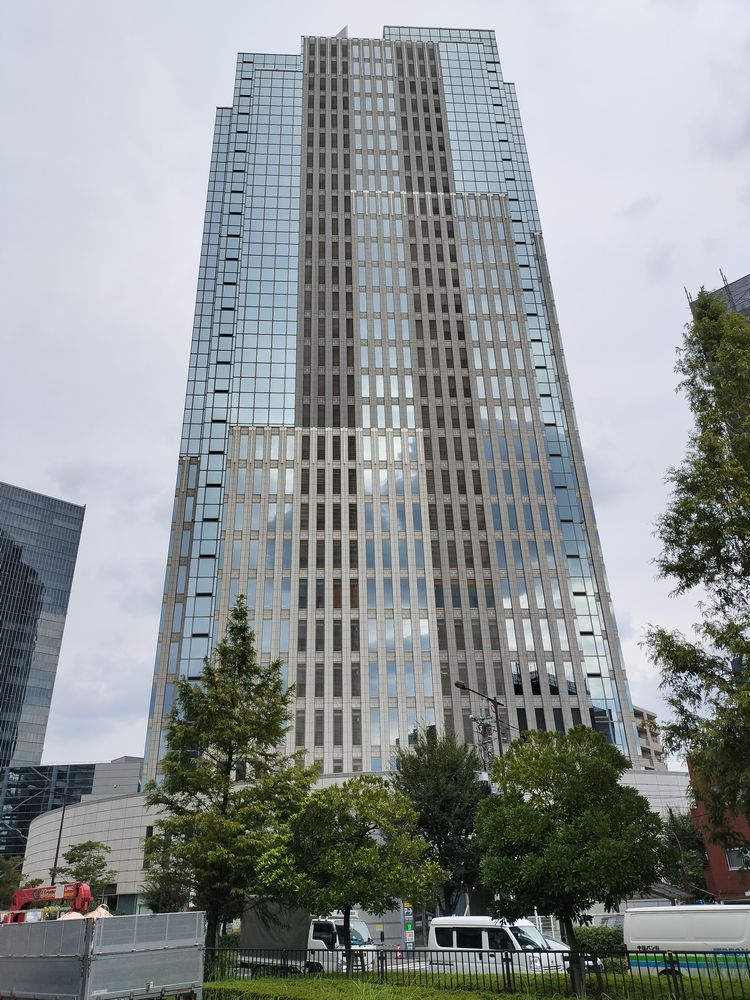
南西側。
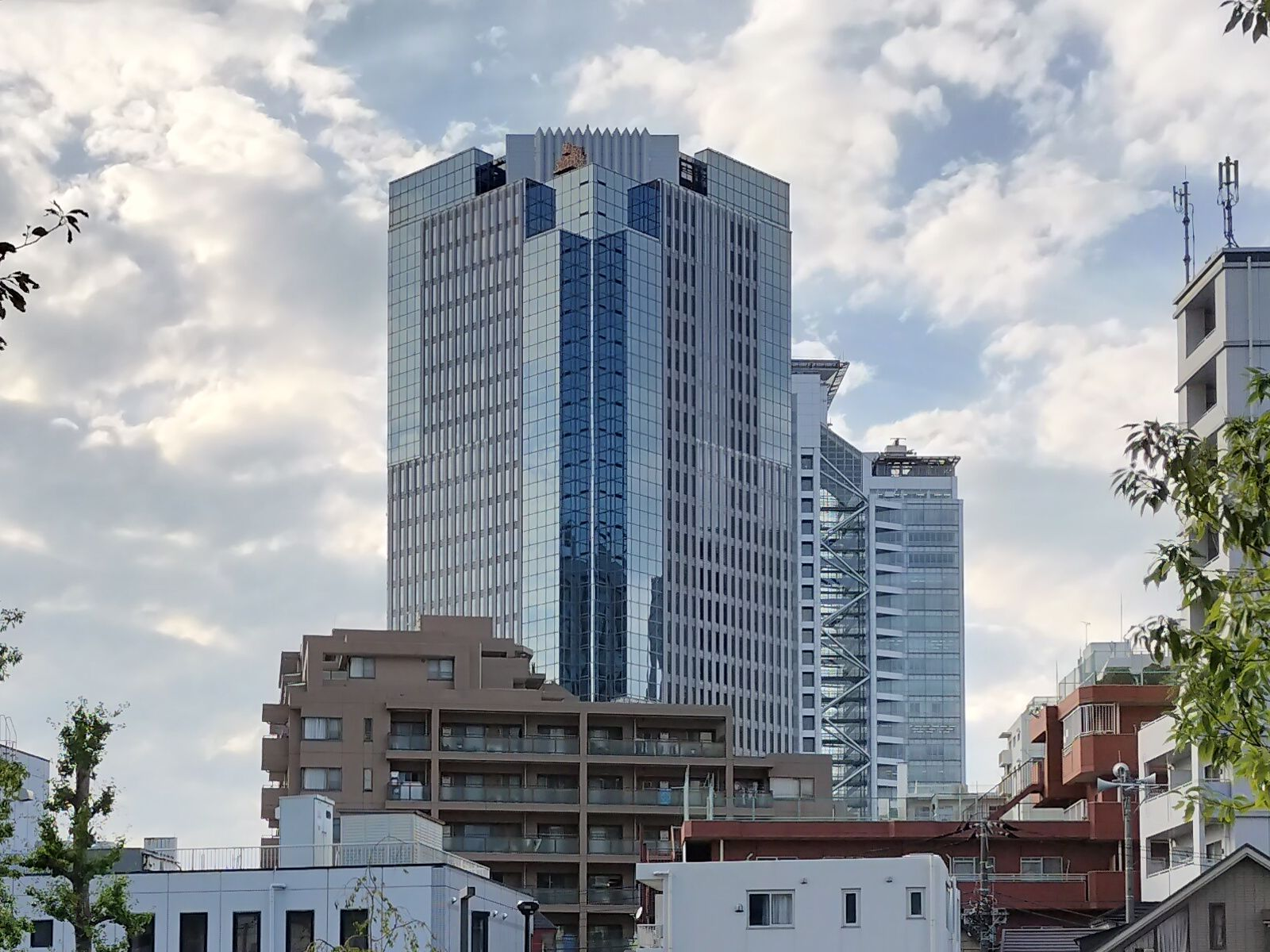
東側を西新宿から見る。
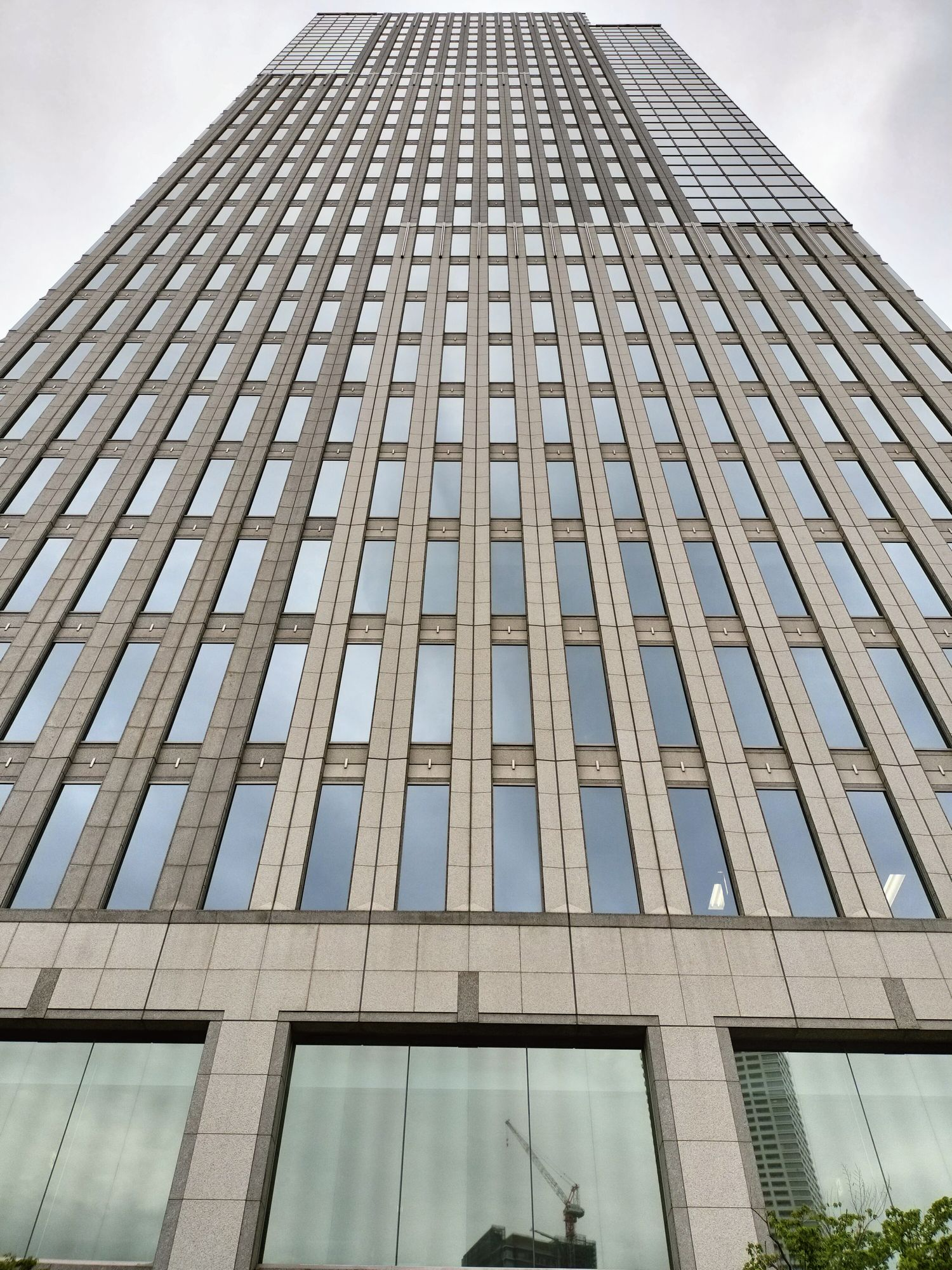
南東側から見上げる。
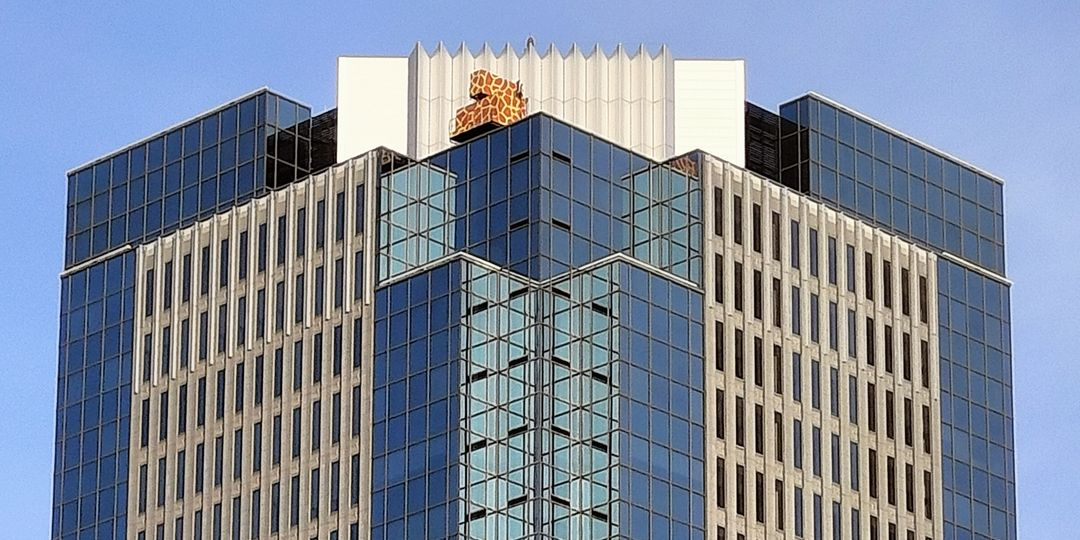
東側のゴンドラはキリンの模様
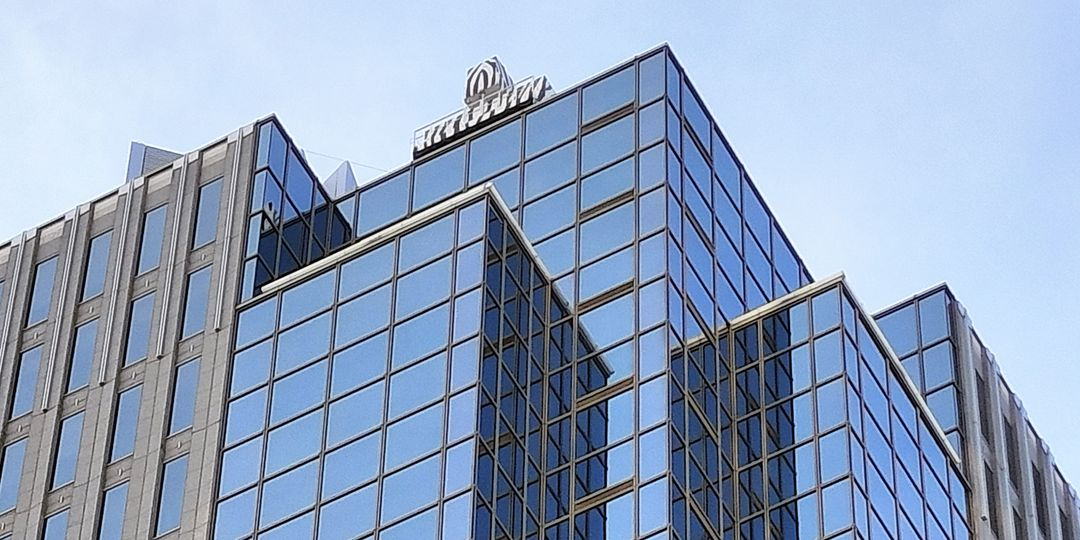
西側のゴンドラはシマウマの模様
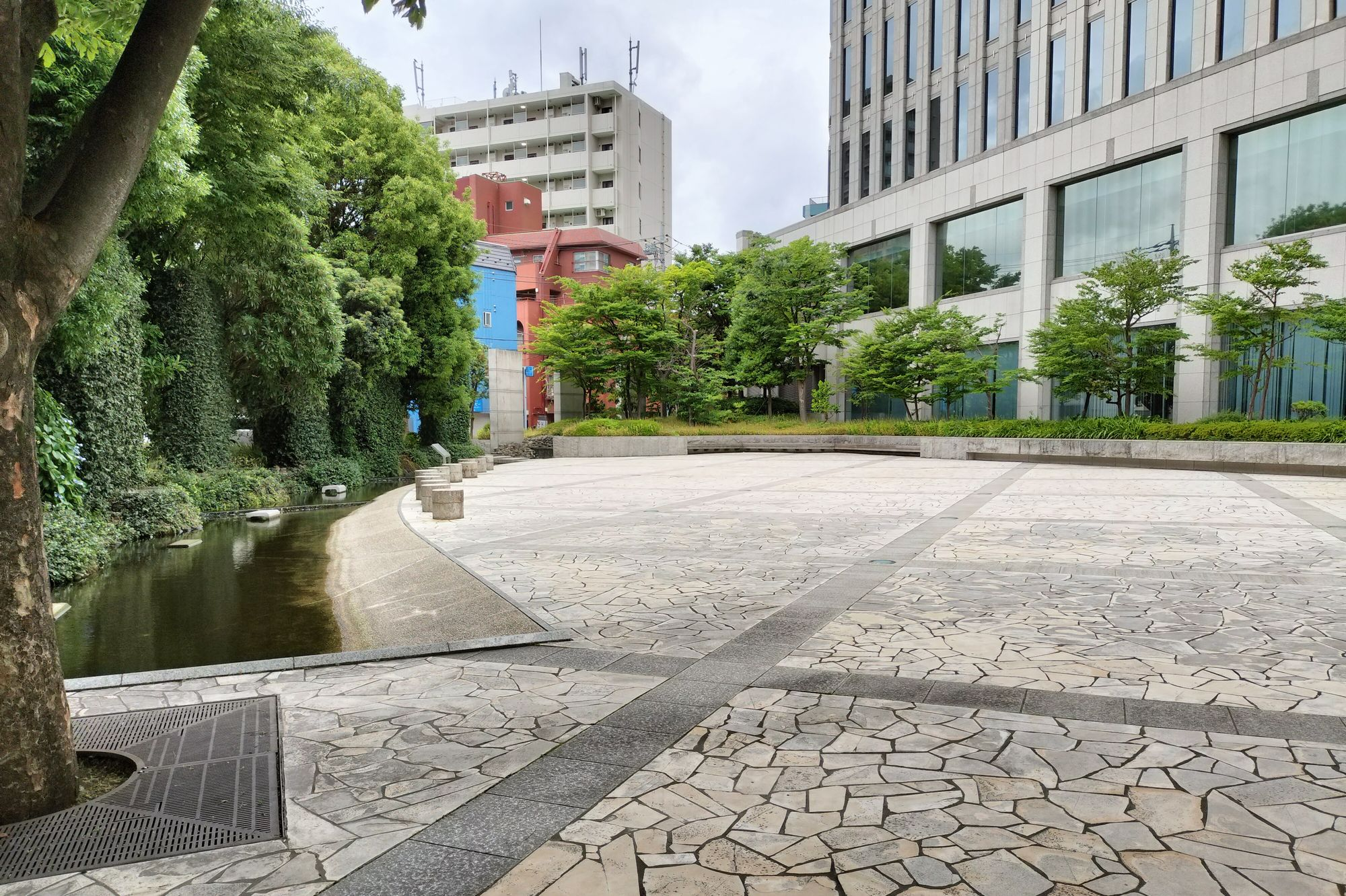
南東側の広場。
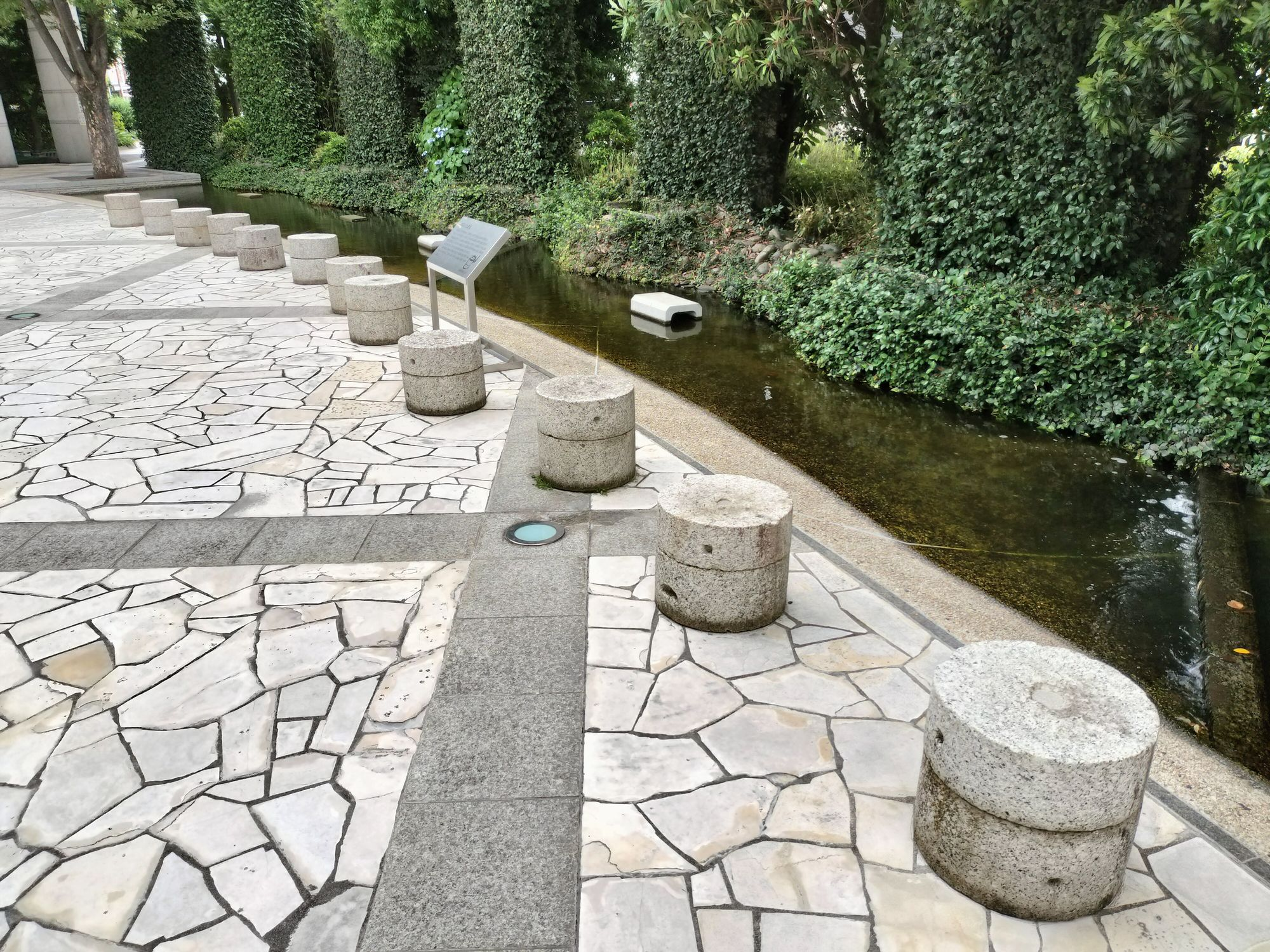
石臼を使った腰掛けがある（かつてこの地域では製粉業が盛んであった）
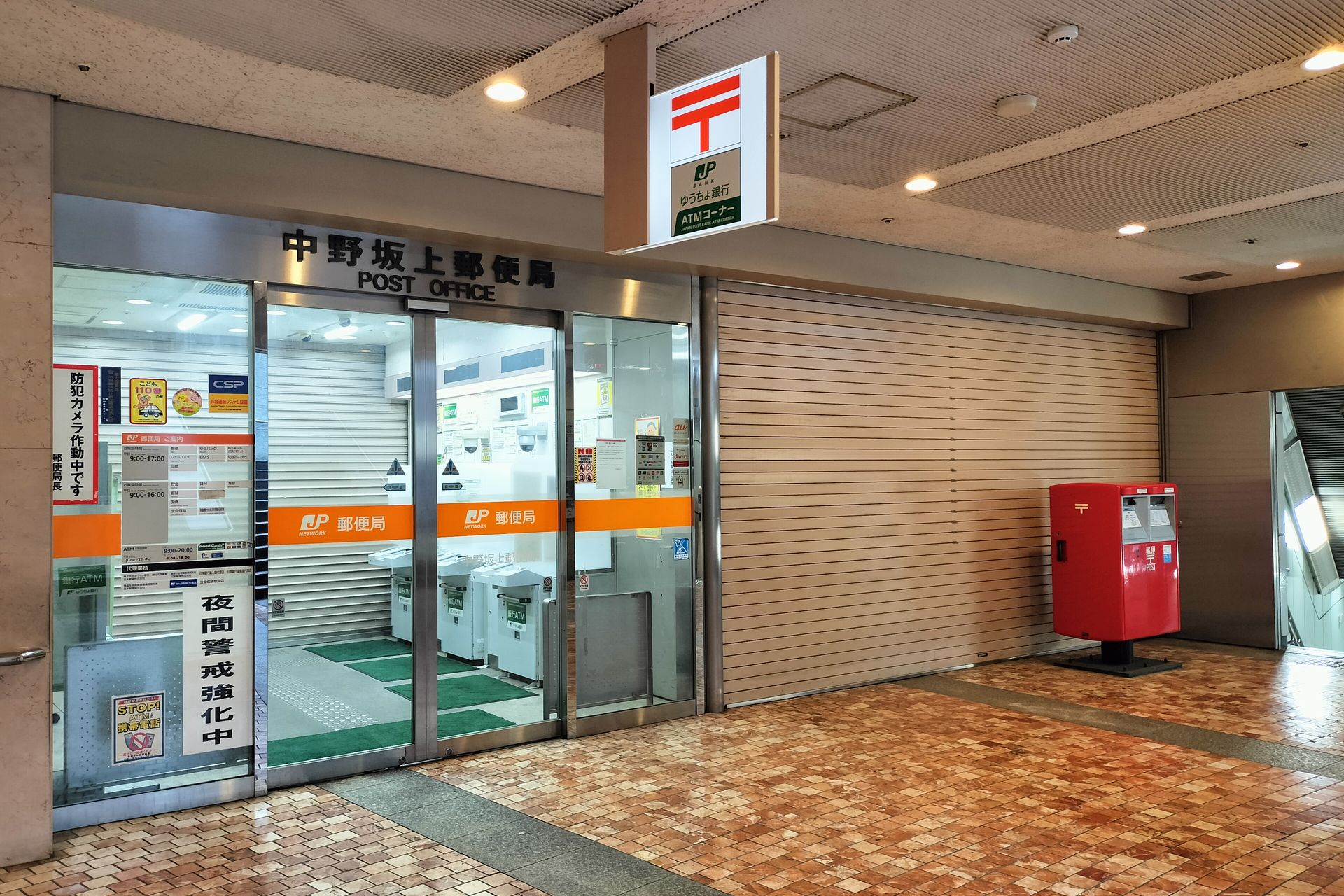
中野坂上郵便局。ハーモニータワー地下1階にある。